# Magsaysay (Lanao del Norte)
Magsaysay is een gemeente in de Filipijnse provincie Lanao del Norte in het noorden van het eiland Mindanao. Bij de laatste census in 2007 had de gemeente ruim 12 duizend inwoners.

## Geografie

### Bestuurlijke indeling
Magsaysay is onderverdeeld in de volgende 24 barangays:
| - Babasalon - Baguiguicon - Daan Campo - Durianon - Ilihan - Lamigadato - Lemoncret - Lower Caningag - Lubo - Lumbac - Malabaogan - Mapantao | - Olango - Pangao - Pelingkingan - Poblacion - Rarab - Somiorang - Talambo - Tambacon - Tawinian - Tipaan - Tombador - Upper Caningag |

## Demografie
Magsaysay had bij de census van 2007 een inwoneraantal van 12.298 mensen. Dit zijn 1.080 mensen (9,6%) meer dan bij de vorige census van 2000. De gemiddelde jaarlijkse groei komt daarmee uit op 1,28%, hetgeen lager is dan het landelijk jaarlijks gemiddelde over deze periode (2,04%). Vergeleken met de census van 1995 is het aantal mensen met 2.019 (19,6%) toegenomen.

De bevolkingsdichtheid van Magsaysay was ten tijde van de laatste census, met 12.298 inwoners op 151,83 km², 81 mensen per km².